# مبارك حمزة
مبارك شنان حمزة لاعب كرة قدم قطري ، ولد في (20 فبراير 2004) يلعب في نادي الدحيل.

## مسيرة اللاعب
بدأ مع نادي الدحيل و أعير إلى كولتورال ليونيسا ب الإسباني في عام 2022 لمدة موسم و إلى نادي كالاهورا ب الإسباني في عام 2023 لمدة موسم.